# César-díjak 2001
A 26. César-átadási ceremóniára 2001. február 24-én került sor, Daniel Auteuil elnökletével. A francia Filmművészeti és Filmtechnikai Akadémia közel 3000 tagja a 2001. évet a francia filmszakma fiataljainak szentelte és díjesőben részesítette az első-, illetve másodikfilmes rendezők alkotásait, ráadásul ízlésük igazodni látszott a filmszerető közönségével: Agnès Jaoui filmje, az Ízlés dolga, valamint Dominik Moll Harry csak jót akar című filmje egyaránt 4 Césart kapott. Az estély harmadik nagy nyertese a két Césart megkaparintó, eredetileg tévéfilmnek készült, Emberi erőforrások.
A filmgála nagy vesztese volt Mathieu Kassovitz Bíbor folyók című filmje, mely a négy jelölésből egy Césart sem kapott, hasonlóan az Ízlések és pofonok (rendezte: Bernard Rapp), amely öt jelölés ellenére sem részesült elismerésben.
A rendezvényt az utolsó pillanatban a két nappal korábban elhunyt Robert Enrico filmrendező emlékének ajánlották, akinek olyan nagy sikerű filmjei voltak, mint a Kalandorok, A francia forradalom I-II., valamint az 1976-ban rendezett 1. César-gála legjobb filmje: A bosszú.

## Díjazottak és jelöltek
| Díjak                                      | Díjazottak és jelöltek |
| ------------------------------------------ | --- |

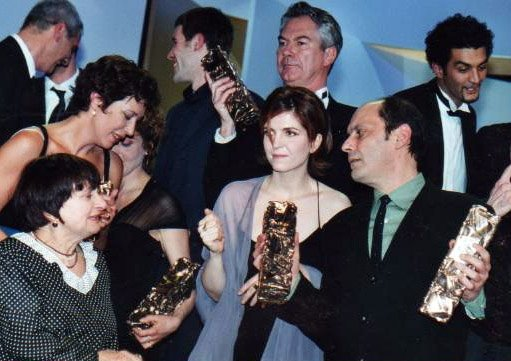
A díjátadó után. Az előtérben Agnès Varda, Agnès Jaoui és Jean-Pierre Bacri

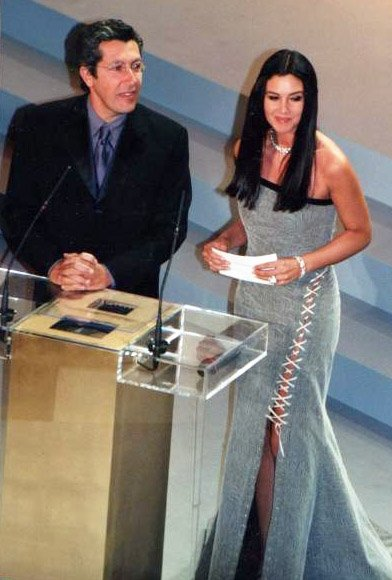
Alain Chabat és Monica Bellucci a díjátadón

| legjobb film                               | - Ízlés dolga (Le goût des autres), rendezte: Agnès Jaoui - Les blessures assassines, rendezte: Jean-Pierre Denis - Harry csak jót akar (Harry, un ami qui vous veut du bien), rendezte: Dominik Moll - Saint-Cyr, rendezte: Patricia Mazuy - Ízlések és pofonok (Une affaire de goût), rendezte: Bernard Rapp |
| legjobb rendező                            | - Dominik Moll – Harry csak jót akar (Harry, un ami qui vous veut du bien) - Agnès Jaoui – Ízlés dolga (Le goût des autres) - Jean-Pierre Denis – Les blessures assassines - Mathieu Kassovitz – Bíbor folyók (Les rivières pourpres) - Patricia Mazuy – Saint-Cyr |
| legjobb színésznő                          | - Dominique Blanc – Stand-by - Emmanuelle Béart – Érzelmek útvesztői (Les destinées sentimentales) - Juliette Binoche – A sziget foglya (La veuve de Saint-Pierre) - Isabelle Huppert – Saint-Cyr - Muriel Robin – Marie-Line |
| legjobb színész                            | - Sergi López – Harry csak jót akar (Harry, un ami qui vous veut du bien) - Jean-Pierre Bacri – Ízlés dolga (Le goût des autres) - Charles Berling – Érzelmek útvesztői (Les destinées sentimentales) - Bernard Giraudeau – Ízlések és pofonok (Une affaire de goût) - Pascal Greggory – Nemek zavara (La confusion des genres)                                                                                       |
| legjobb mellékszereplő színésznő           | - Anne Alvaro – Ízlés dolga (Le goût des autres) - Jeanne Balibar – Holnap egy új nap (Ça ira mieux demain) - Mathilde Seigner – Harry csak jót akar (Harry, un ami qui vous veut du bien) - Agnès Jaoui – Ízlés dolga (Le goût des autres) - Florence Thomassin – Ízlések és pofonok (Une affaire de goût) |
| legjobb mellékszereplő színész             | - Gérard Lanvin – Ízlés dolga (Le goût des autres) - Lambert Wilson – A nagymenő (Jet Set) - Emir Kusturica – A sziget foglya (La veuve de Saint-Pierre) - Alain Chabat – Ízlés dolga (Le goût des autres) - Jean-Pierre Kalfon – Saint-Cyr |
| legígéretesebb fiatal színésznő            | - Sylvie Testud – Les blessures assassines - Bérénice Bejo – Fodrász papa pácban (Meilleur espoir féminin) - Sophie Guillemin – Harry csak jót akar (Harry, un ami qui vous veut du bien) - Isild Le Besco – Sade márki (Sade) - Julie-Marie Parmentier – Les blessures assassines |
| legígéretesebb fiatal színész              | - Jalil Lespert – Emberi erőforrások (Ressources humaines) - Jean-Pierre Lorit – Ízlések és pofonok (Une affaire de goût) - Boris Terral – A király táncol (Le roi dance) - Cyrille Thouvenin – Nemek zavara (La confusion des genres) - Malik Zidi – Vízcseppek a forró kövön (Gouttes d'eau sur pierres brûlantes)                                                                                                  |
| legjobb operatőr                           | - Agnès Godard – Szép munka (Beau travail) - Éric Gautier – Érzelmek útvesztői (Les destinées sentimentales) - Thierry Arbogast – Bíbor folyók (Les rivières pourpres) |
| legjobb vágás                              | - Yannick Kergoat – Harry csak jót akar (Harry, un ami qui vous veut du bien) - Hervé de Luze – Ízlés dolga (Le goût des autres) - Marilyne Monthieux – Bíbor folyók (Les rivières pourpres) |
| legjobb eredeti vagy adaptált forgatókönyv | - Agnès Jaoui, Jean-Pierre Bacri – Ízlés dolga (Le goût des autres) - Laurent Cantet és Gilles Marchand – Emberi erőforrások (Ressources humaines) - Gilles Marchand és Dominik Moll – Harry csak jót akar (Harry, un ami qui vous veut du bien) - Patricia Mazuy és Yves Thomas – Saint-Cyr - Bernard Rapp és Gilles Taurand – Ízlések és pofonok (Une affaire de goût)                                              |
| legjobb filmzene                           | - Tomatito, Cheikh Ahmad al-Tûni, La Caita, Tony Gatlif – Vengo - John Cale – Saint-Cyr - Bruno Coulais – Bíbor folyók (Les rivières pourpres) - David Sinclair Whitaker – Harry csak jót akar (Harry, un ami qui vous veut du bien) |
| legjobb hang                               | - Gérard Hardy, François Maurel, Gérard Lamps – Harry csak jót akar (Harry, un ami qui vous veut du bien) - Dominique Dalmasso, Henri Morelle – A király táncol (Le roi dance) - Cyril Holtz, Vincent Tulli – Bíbor folyók (Les rivières pourpres) |
| legjobb díszlet                            | - Jean Rabasse – Vatel - Thierry François – Saint-Cyr - Katia Wyszkop – Érzelmek útvesztői (Les destinées sentimentales) |
| legjobb jelmez                             | - Édith Vesperini, Jean-Daniel Vuillermoz – Saint-Cyr - Olivier Blériot – A király táncol (Le roi dance) - Yvonne Sassinot de Nesle – Vatel |
| legjobb fikciós elsőmű                     | - Emberi erőforrások (Ressources humaines), rendezte: Laurent Cantet - Légyott a Hetesen (Nationale 7), rendezte: Jean-Pierre Sinapi - Bűnjel (Scènes de crimes), rendezte: Frédéric Schoendoerffer - La squale, rendezte: Fabrice Genestal - Stand-by, rendezte: Roch Stéphanik |
| legjobb rövidfilm                          | - Salam, rendezte: Souad El-Bouhati (megosztva) - Un petit air de fête, rendezte: Éric Guirado (megosztva) - A világ szélén (Au bout du monde), rendezte: Konstantin Bronzit - Le puits, rendezte: Jérôme Boulbes |
| legjobb külföldi film                      | - Szerelemre hangolva (Fa jang nin va (Fa yeung nin wa), rendezte: Vóng Ká-vaj ( FRA, HKG) - Amerikai szépség (American Beauty), rendezte: Sam Mendes ( USA) - Billy Elliot, rendezte: Stephen Daldry ( UK, FRA - Családi kötelékek (Ji ji (Yi yi), rendezte: Edward Yang ( USA) - Táncos a sötétben (Dancer in the Dark), rendezte: Lars von Trier ( ESP, ARG, DEN, GER, NED, ITA, USA, UK, FRA, SWE, FIN, ISL, NOR) |
| tiszteletbeli César                        | - Darry Cowl - Charlotte Rampling - Agnès Varda |

## Többszörös jelölések és elismerések
A statisztikában a különdíjak nem lettek figyelembe véve.
| Jelölés | Díj | Magyar cím          | Eredeti cím                         |
| ------- | --- | ------------------- | ----------------------------------- |
| 9       | 4   | Harry csak jót akar | Harry, un ami qui vous veut du bien |
| 9       | 4   | Ízlés dolga         | Le goût des autres                  |
| 8       | 1   | Saint-Cyr           | Saint-Cyr                           |
| 5       | 0   | Ízlések és pofonok  | Une affaire de goût                 |
| 4       | 0   | Érzelmek útvesztői  | Les destinées sentimentales         |
| 3       | 2   | Emberi erőforrások  | Ressources humaines                 |
| 3       | 0   | A király táncol     | Le roi dance                        |
| 2       | 1   | –––                 | Stand-by                            |
| 2       | 1   | Vatel               | Vatel                               |
| 2       | 0   | A sziget foglya     | La veuve de Saint-Pierre            |
| 2       | 0   | Nemek zavara        | La confusion des genres             |